# Usser Wissberg
Der Usser Wissberg ⓘ ist ein Berg nördlich von Cresta (Avers) im Kanton Graubünden in der Schweiz mit einer Höhe von 3052 m ü. M. Er ist Teil der (Crester) Wissberge, ein sich von Südost nach Nordwest erstreckendes Massiv mit Inner Wissberg (2947 m) im Südosten, Mittler Wissberg (3001 m) in der Mitte und Usser Wissberg im Nordwesten. Das Massiv hat noch verschiedene andere, auf der Landeskarte nicht benannte Kulminationspunkte. Den Namen hat das Massiv von der weisslich-gelben Farbe der marmorähnlichen Kalkspatadern, welche den hellgrauem Plattenkalk durchziehen.

## Lage und Umgebung

Umgebung des Usser Wissberg. V. l. n. r. Piz Forbesch, Piz Cagniel, Piz Platta und Usser Wissberg, davor Murter und Piz Alv. Bild aufgenommen vom Piz Grisch.

Der Usser Wissberg gehört zur Piz Platta-Gruppe, einer Untergruppe der Oberhalbsteiner Alpen. Auf dem Gipfel treffen sich die Gemeindegrenzen zwischen Ferrera, Avers und Surses. Der Usser Wissberg wird im Osten durch die Val Gronda, einem Seitental der Val Faller, im Süden durch das Averstal und im Nordwesten durch die Val Starlera eingefasst.
Zu den Nachbargipfeln gehören der Mittler- und der Inner Wissberg im Südosten, der Piz Platta im Osten, das Forbesch-Arblatsch-Massiv mit Piz Cagniel und Piz Forbesch im Nordosten sowie die Piz Grisch-Gruppe mit Murter, Piz Mez und Piz Alv in Norden. Südlich des Usser Wisshorn, auf der anderen Seite des Averstals, befindet sich das Grosshora.
Der am weitesten entfernte sichtbare Punkt (44° 9′ 52,1″ N, 7° 13′ 24″ O) vom Usser Wissberg befindet sich 200 m nördlich des Pointe Giegn im französischen Département Alpes-Maritimes, Region Provence-Alpes-Côte d’Azur. Der Pointe Giegn gehört zum Mercantour-Gebirge und befindet sich nur 650 m südlich der Landesgrenze zu Italien. Der Punkt ist 315 km vom Usser Wissberg entfernt .
Auf der Ostflanke besass der Usser Wissberg einen Gletscher, den Wissberggletscher, der jetzt jedoch fast komplett weggeschmolzen ist.
Talort ist Cresta. Häufige Ausgangspunkte sind Radons und Tga.

## Steinhütte auf der Ostflanke

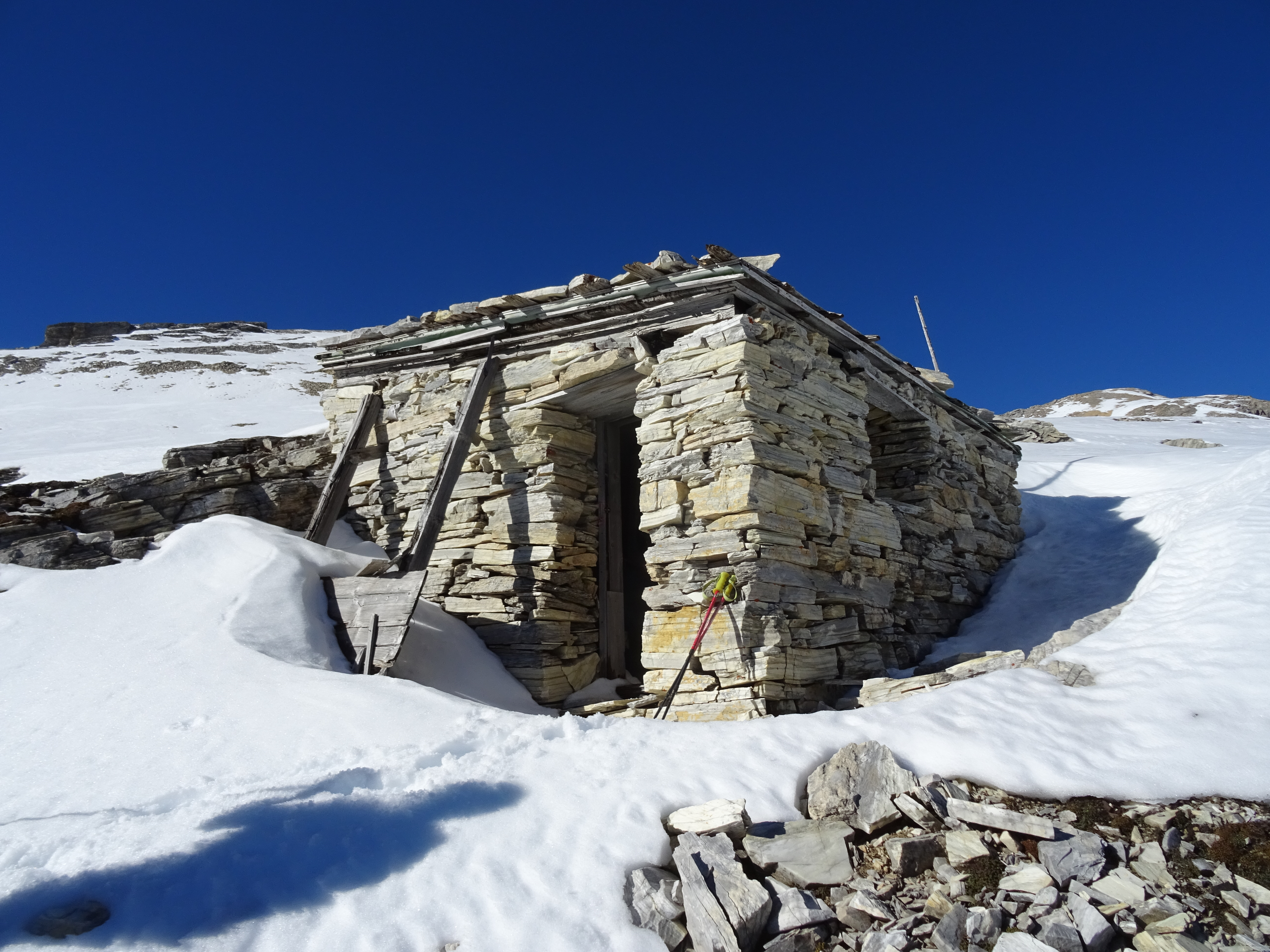
Steinhütte vom Ersten Weltkrieg.

Östlich des Usser Wissberg befindet sich der auf der Landeskarte unkotierte P. 2995 und auf dessen Ostflanke eine kleine Steinhütte. Die Hütte wurde im Ersten Weltkrieg von den Soldaten gebaut und diente ihnen als Unterkunft. Der Aufstieg zur Hütte von der Fuorcla Curtegns aus ist mit Holzpfosten (ebenfalls noch von der Zeit des Ersten Weltkrieges) markiert. Heutzutage wird die Hütte nur noch während der Bündner Hochjagd von Jägern verwendet.

## Routen zum Gipfel

### Sommerrouten

#### Über den Ostgrat
- Ausgangspunkt: Cresta (1959 m), Radons (1866 m) oder Mulegns (1481 m)
- Via: Tälifurgga (2817 m)

1. Von Cresta via Täli zur Tälifurgga
2. Von Radons via Fuorcla Starlera, Fuorcla Curtegns zur Tälifurgga
3. Von Mulegns via Tga, Faller, Val Gronda zur Tälifurgga

- Schwierigkeit: L, bis zur Tälifurgga als Wanderweg weiss-rot-weiss markiert
- Zeitaufwand: (1 Stunde von der Tälifurgga)

1. 3¼ Stunden von Cresta
2. 5 Stunden von Mulegns (4 Stunden von Tga)
3. 4½ Stunden von Radons

- Erstbesteigung: Gottfried Ludwig Theobald, 1859

#### Über die Crester Alpa
Empfehlenswert als rasche Abstiegsroute, besonders wenn in der Mulde noch Schnee liegt.
- Ausgangspunkt: Cresta (1959 m)
- Via: Crester Alpa
- Schwierigkeit: L
- Zeitaufwand: 3 Stunden

#### Über den Südwestgrat
Die Route benutzt einen plattigen, mit viel lockerem Schutt bedeckten steilen Abhang und ist, wenn überhaupt, wohl nur im Abstieg zu begehen.
- Zielort: Hüreli
- Schwierigkeit: WS
- Zeitaufwand: ¾ Stunden im Abstieg
- Erstbesteigung: A. Attenhofer, 28. August 1894 im Abstieg

#### Über den Nordostsporn
- Ausgangspunkt: Radons (1866 m) oder Mulegns (1481 m)
- Via: Fuorcla Curtegns

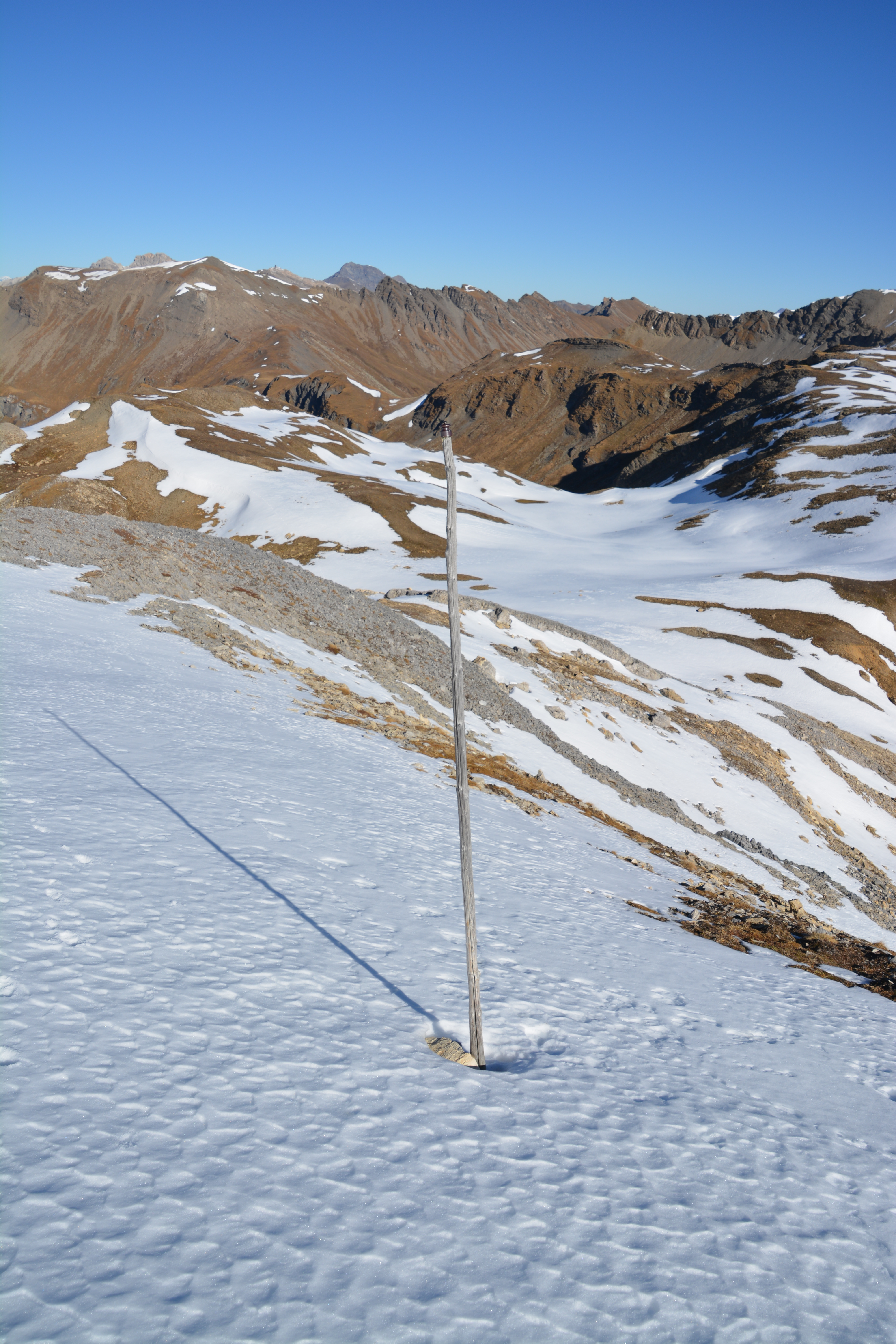
Wegmarkierung aus dem Ersten Weltkrieg zur kleinen Steinhütte auf der Ostflanke des Usser Wissberg.

- Schwierigkeit: WS – S, bis Fuorcla Curtegns als Wanderweg weiss-rot-weiss markiert
- Zeitaufwand: 5 Stunden von Mulegns (4 Stunden von Tga) oder 4½ Stunden von Radons
- Alternative: Entweder durch die Ostflanke oder via Steinhütte
- Bemerkung: Der Weg zur Steinhütte ist mit Holzmarkierungen aus dem Ersten Weltkrieg markiert.
- Erstbesteigung: William Augustus Brevoort Coolidge mit Christian Almer, 30. August 1894

### Winterrouten

#### Von Cresta
- Ausgangspunkt: Casol (1920 m) bei Cresta
- Via: Crester Alpa, P. 2997
- Expositionen: S
- Schwierigkeit: ZS+
- Zeitaufwand: 3½ Stunden

#### Von Radons
- Ausgangspunkt: Radons (1866 m)
- Via: Val Curtegns, Fuorcla Starlera, Fuorcla Curtegns, sehr steile Ostflanke
- Expositionen: N, E
- Schwierigkeit: S-
- Zeitaufwand: 4½ Stunden
- Bemerkung: Bis Radons von Savognin aus mit den Bergbahnen von Savognin Bergbahnen.

#### Von Mulegns
- Ausgangspunkt: Mulegns (1482 m)
- Via: Tga, Val Faller, Val Gronda bis fast zur Fuorcla Curtegns, dann über die steile Ostflanke
- Expositionen: NE, N
- Schwierigkeit: S-
- Zeitaufwand:5 Stunden

## Galerie

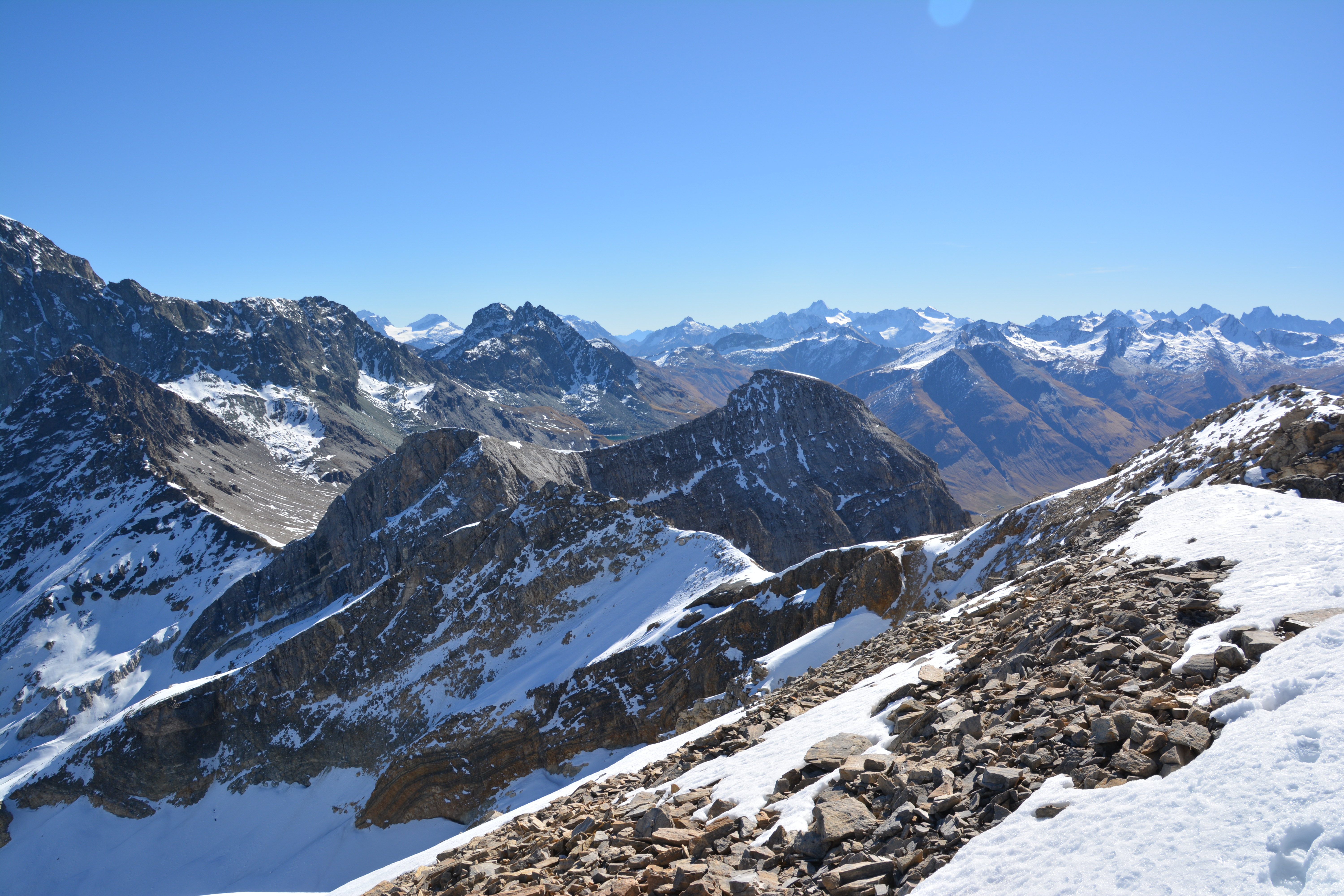
Blick nach Südosten zu Mittler Wissberg
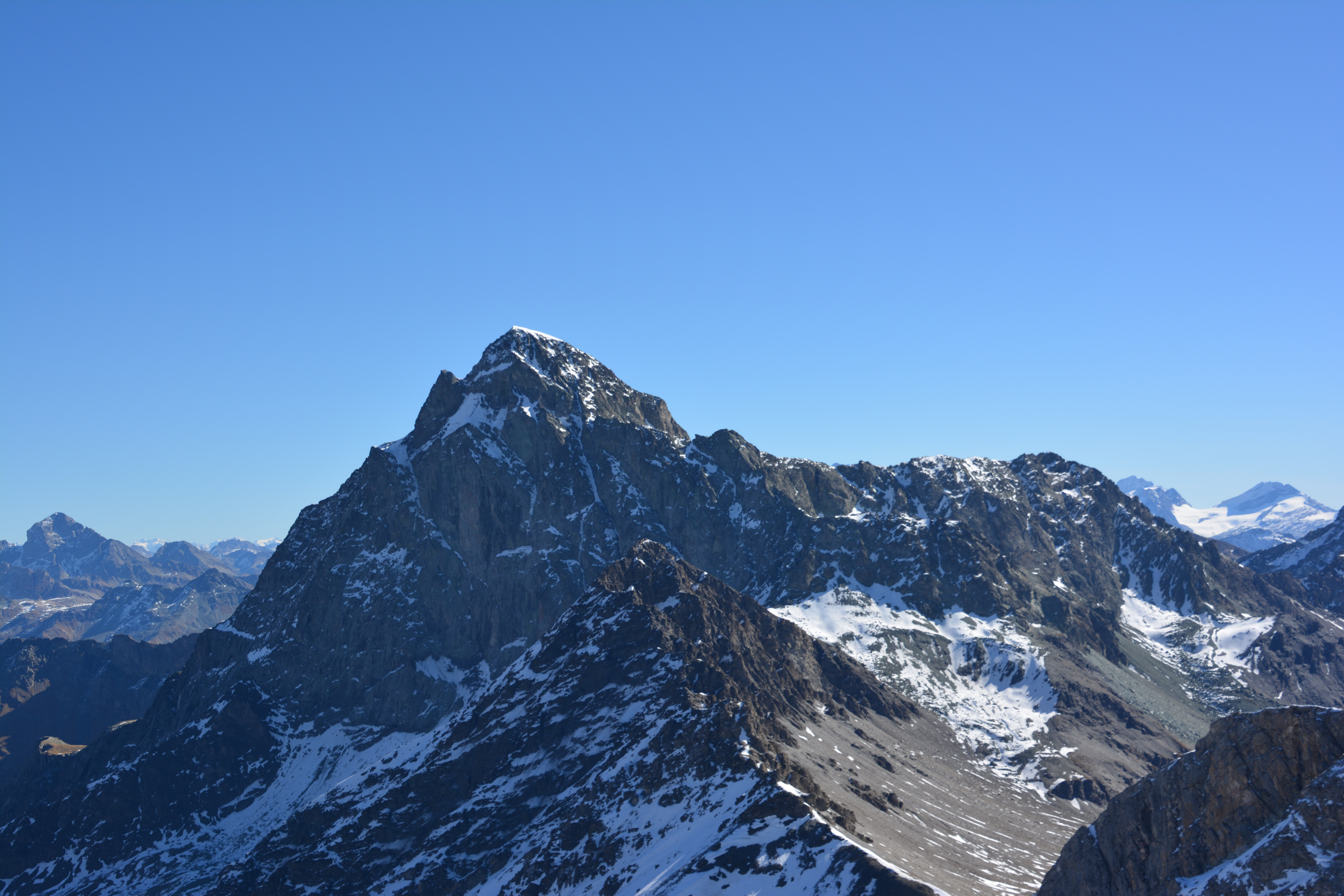
Blick nach Osten zum Piz Platta
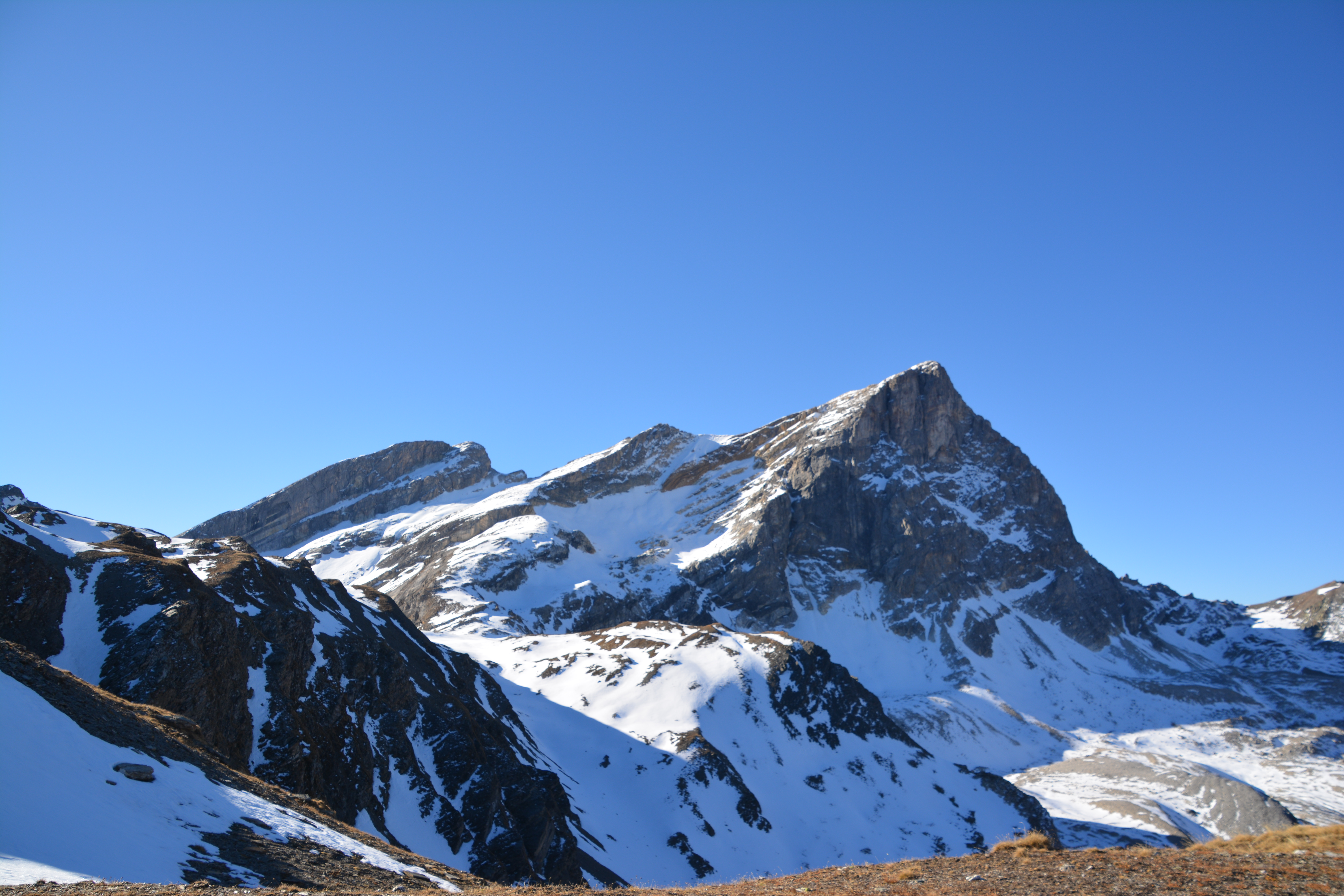
Usser Wissberg, aufgenommen von der Fuorcla Curtegns